# 瑶曲镇
瑶曲镇，是中华人民共和国陕西省铜川市耀州区下辖的一个乡镇级行政单位。

## 行政区划
瑶曲镇下辖以下地区：
瑶曲村、刘河村、聂河村、南司马村、衣食村、草滩村、杏树坪村、刘村、教场坪村、车洼村、阎曲河村、贾曲河村、桑木渠村、鸡山村、马鞍桥村、葫芦村、背阴村和金元村。